# С-400
„Триумф“ (С-400, по класификация на САЩ и НАТО – SA-21 Growler) е руски зенитно-ракетен комплекс с голям и среден обсег на действие, предназначен за противоракетна отбрана срещу атака от ядрена триада.

## Описание
Комплексът е проектиран с възможност да унищожава всички възможни (на въоръжение и в процес на разработка) космически и въздушни средства за нападение на потенциалния противник – разузнавателни самолети, самолети със стратегическо и тактическо предназначение (в това число – и „невидими“ самолети, разработени по технологията „Стелт“), оперативно-тактически балистични ракети, балистични ракети със среден радиус, свръхзвукови цели, самолети на радиолокационното разузнаване. С-400 ползва три вида ракети за да покрие целия си обсег на действие, като всяка е с различни възможности. Всяка оперативна система на комплекса позволява едновременна стрелба до 36 цели с до 72 управляеми ракетни боекомплекта.
На 28 април 2007 г. с решение на руското правителство ЗРК С-400 Триумф е приет на въоръжение в руската армия. Към средата на юли 2019 г. Русия и Беларус оперират с „Триумф“. Доставени са ракети и за Китай, но се твърди, че са се повредили и са унищожени. Започва доставката на четири комплекта за Турция. Предстоящи купувачи са Индия, Мароко и Ирак.
Комплексът може да поразява ефективно аеродинамични цели на разстояние от 2 km до 240 kma на тактически балистични цели на разстояние от 7 km до 60 km като максималната скорост на поразяване е до 4,8 km/s. Откриването на целите е възможно на разстояние от 600 km. Ракетите могат да улавят и унищожават и ниско летящи цели на височина от 5 m, които са най-неуязвими за противоракетната отбрана. Комплексът е в състояние да изпълнява бойните си задачи ефективно при всякакви метеорологични условия. Ракетите се изстрелват над 30 m във въздуха посредством газова система преди да се задействат ракетните двигатели. Това намалява минималния и увеличава максималния обсег.
ЗРК е разработен от Алмаз-Антей, а генерален конструктор на „Триумф“ е Александър Лемански.
Предназначен е да замени морално остарелите С-200 и С-300 в руската армия.

## Снимки
- ЗРК С-400 „Триумф“

- РЛС
- 92N6A
- РЛС 96L6E и агрегатна станция
- Апертура на АФАР за РЛС 96L6E

- Ракети и бойно използване
- ЗУР 9М96Е2 с увеличена далечина на пуска
- ЗУР 9М96Е2, 9М96Е
- 9M96E2-1 в контейнер
- 48N6E3 „земя-въздух“
- ЗУР 9М100Е
- Пусков модул 9М100Е-1 със ЗУР 9М100Е
- Пускова установка 51П6 на шаси МЗКТ-7930
- Застъпване в бойно дежурство
- С-400 на позиция
- Боен разчет в готовност № 1
- Пуск на ракети от С-400